# 18-Year-Old-Virgin
18-Year-Old-Virgin ist eine US-amerikanische Filmkomödie aus dem Jahr 2009 von Tamara Olson nach einem Drehbuch von Naomi Selfman.

## Handlung
Die achtzehnjährige Katie Powers erlebt ihren letzten Tag an der High School. Wehmütig geht sie diesen an, da sie vermutet, ihre Jugendliebe Ryan Lambert nie wieder zu sehen. Sie liebt ihn seit der sechsten Klasse, als sie sich zu Halloween einst küssten. Ihre beste Freundin Rose meint, dass Katie selbst schuld sei, da sie sich nicht schminkt und optisch den Jungs nicht auffällt. Daher beschießt Rose, Katie neu einzukleiden und zu schminken. Auf der Abschlussparty hat Katie die Chance, Ryan um ein Date zu bitten. Dieser lehnt das allerdings ab, da er wie jeder Junge an der Schule weiß, dass Katie noch Jungfrau ist, und er nicht mit Jungfrauen schläft.
Um bei Ryan landen zu können, beschließen die Frauen, dass Katie noch in dieser Nacht ihr erstes Mal haben muss, um final Ryan ins Bett zu bekommen. Daher versucht sich Katie an den Nerd Spencer ranzumachen. Dieser findet Katie ebenfalls attraktiv, ist allerdings selbst noch Jungfrau und geht dem Rat eines Freundes nach, sich vorher einen runterzuholen. Als sich die zwei schließlich zum Sex in einem Auto verabreden, findet Katie Spencers Pin-up-Bildchen, die er dabei hatte, um erregter zu werden. Katie wertet dies als Beleidigung für ihr Aussehen und verlässt das Fahrzeug.
Im Laufe des Abends lernt Katie weitere junge Männer kennen, immer mit der Absicht, sich von diesem entjungfern zu lassen. Allerdings kommt es aus verschiedenen Gründen nicht dazu. Einen lässt sie stehen, als sie dessen Penis sieht, einen weiteren, da dieser Oralverkehr will, ein Dritter verschreckt Katie, da er sich für einen Sexguru hält. Daher beschließt sie, an einer Sexorgie mit zwei weiteren jungen Frauen und einen Mann teilzunehmen. Allerdings kommt sie auch dort nicht zum Zuge. Da das Ende der Party immer näher rückt, wird Katie immer nervöser. Außerdem wird sie auf Schritt und tritt von Spencer verfolgt.

## Hintergrund
Gedreht wurde im kalifornischen Long Beach. Der Film erschien am 20. Januar 2009 in den USA. In Deutschland wurde er am 28. Dezember 2012 auf DVD und Blu-ray Disc veröffentlicht.

## Rezeption
„Auch die weibliche Sicht der Dinge macht aus dem zotigen Proll-Film keine erfrischende Unterhaltung, geschweige denn eine glaubwürdige und differenzierte ‚Coming of Age‘-Komödie.“

Doc Acula schreibt in seiner Filmreview für Bad Movies, dass der Film daran scheitert, einer Komödie nicht gerecht zu werden. Es handelt sich in seinen Augen um eine schlechte Nachmachung der American Pie- und der Eis am Stiel-Filmreihen, nur, dass im Fokus Frauen stehen, die Sex haben wollen. Er hebt heraus, dass an Stelle eines Filmkomponisten mehrere lokale Bands für die Musik im Film sorgen.
Im Audience Score, der Zuschauerwertung auf Rotten Tomatoes, hat der Film bei mehr als 1.000 Bewertungen eine Wertung von 16 %. In der Internet Movie Database hat der Film bei über 9.300 Stimmabgaben eine Wertung von 2,9 von 10,0 möglichen Sternen (Stand: Juli 2024).